# Liste der Spieler mit einer PDC Tour Card (2011)
Die folgende Liste zeigt alle Spieler, welche sich eine PDC Tour Card für das Jahr 2011 sichern konnten und damit für alle Turniere der PDC Pro Tour 2011 teilnahmeberechtigt waren.

## Qualifikation
Um sich eine PDC Tour Card zu sichern, musste man eines der folgenden Kriterien erfüllen:
- Top 101 der PDC Order of Merit nach der PDC World Darts Championship 2011
- Finalistin der PDC Women’s World Darts Championship 2010
- Halbfinalist der BDO World Darts Championship 2011
- Qualifikant auf der PDC Qualifying School am 13. bis 16. Januar 2011 (siehe: PDC Pro Tour 2011#Q-School)

### Abgelehnte Tour Cards
Die folgenden Spieler hatten die Möglichkeit eine Tour Card zu erhalten, haben das Angebot jedoch nicht angenommen.
| Land        | Spieler         | Wäre qualifiziert über            | Nachrücker              |
| ----------- | --------------- | --------------------------------- | ----------------------- |
| England     | Martin Adams    | BDO World Darts Championship 2011 | Q-School Order of Merit |
| Niederlande | Jan Dekker      | BDO World Darts Championship 2011 | Q-School Order of Merit |
| Wales       | Martin Phillips | BDO World Darts Championship 2011 | Q-School Order of Merit |
| England     | Dean Winstanley | BDO World Darts Championship 2011 | Q-School Order of Merit |

## Liste
| Nr. | Land               | Spieler               | Qualifiziert als                          |
| --- | ------------------ | --------------------- | ----------------------------------------- |
| 1   | Spanien            | Toni Alcinas          | Top 101 Order of Merit                    |
| 2   | Schottland         | Gary Anderson         | Top 101 Order of Merit                    |
| 3   | Deutschland        | Jyhan Artut           | Top 101 Order of Merit                    |
| 4   | Wales              | Wayne Atwood          | Top 101 Order of Merit                    |
| 5   | England            | Tony Ayres            | Top 101 Order of Merit                    |
| 6   | England            | Michael Barnard       | Top 101 Order of Merit                    |
| 7   | Niederlande        | Raymond van Barneveld | Top 101 Order of Merit                    |
| 8   | Wales              | Barrie Bates          | Top 101 Order of Merit                    |
| 9   | England            | Ronnie Baxter         | Top 101 Order of Merit                    |
| 10  | England            | Steve Beaton          | Top 101 Order of Merit                    |
| 11  | England            | Louis Blundell        | Top 101 Order of Merit                    |
| 12  | England            | Stuart Bousfield      | Top 101 Order of Merit                    |
| 13  | Vereinigte Staaten | Stacy Bromberg        | PDC Women’s World Darts Championship 2010 |
| 14  | England            | Andy Brown            | Q-School 2011                             |
| 15  | England            | Steve Brown           | Top 101 Order of Merit                    |
| 16  | Wales              | Richie Burnett        | Top 101 Order of Merit                    |
| 17  | Schweden           | Magnus Caris          | Q-School 2011                             |
| 18  | England            | Jamie Caven           | Top 101 Order of Merit                    |
| 19  | England            | Dave Chisnall         | Q-School 2011                             |
| 20  | England            | Matt Clark            | Top 101 Order of Merit                    |
| 21  | England            | Jason Crawley         | Q-School 2011                             |
| 22  | England            | Joe Cullen            | Top 101 Order of Merit                    |
| 23  | England            | Ken Dobson            | Q-School 2011                             |
| 24  | Nordirland         | Brendan Dolan         | Top 101 Order of Merit                    |
| 25  | England            | Kevin Dowling         | Top 101 Order of Merit                    |
| 26  | England            | Mark Dudbridge        | Top 101 Order of Merit                    |
| 27  | Gibraltar          | Dylan Duo             | Top 101 Order of Merit                    |
| 28  | England            | Stuart Dutton         | Top 101 Order of Merit                    |
| 29  | England            | Tony Eccles           | Top 101 Order of Merit                    |
| 30  | Wales              | Steve Evans           | Top 101 Order of Merit                    |
| 31  | England            | Steve Farmer          | Top 101 Order of Merit                    |
| 32  | Vereinigte Staaten | David Fatum           | Top 101 Order of Merit                    |
| 33  | England            | Mark Frost            | Top 101 Order of Merit                    |
| 34  | England            | Nick Fullwell         | Top 101 Order of Merit                    |
| 35  | Niederlande        | Michael van Gerwen    | Top 101 Order of Merit                    |
| 36  | England            | Adrian Gray           | Top 101 Order of Merit                    |
| 37  | England            | Shaun Griffiths       | Q-School 2011                             |
| 38  | England            | Steve Grubb           | Top 101 Order of Merit                    |
| 39  | England            | Andy Hamilton         | Top 101 Order of Merit                    |
| 40  | England            | Stephen Hardy         | Top 101 Order of Merit                    |
| 41  | Schottland         | John Henderson        | Q-School 2011                             |
| 42  | England            | Nigel Heydon          | Top 101 Order of Merit                    |
| 43  | England            | Steve Hine            | Top 101 Order of Merit                    |
| 44  | England            | Dave Honey            | Top 101 Order of Merit                    |
| 45  | England            | Peter Hudson          | Q-School 2011                             |
| 46  | England            | Mark Hylton           | Top 101 Order of Merit                    |
| 47  | England            | Matt Jackson          | Q-School 2011                             |
| 48  | England            | Andy Jenkins          | Top 101 Order of Merit                    |
| 49  | England            | Terry Jenkins         | Top 101 Order of Merit                    |
| 50  | Indien             | Prakash Jiwa          | Q-School 2011                             |
| 51  | England            | Mark Jodrill          | Q-School 2011                             |
| 52  | England            | Darren Johnson        | Top 101 Order of Merit                    |
| 53  | England            | Mark Jones            | Q-School 2011                             |
| 54  | England            | Wayne Jones           | Top 101 Order of Merit                    |
| 55  | England            | Ian Jopling           | Q-School 2011                             |
| 56  | Finnland           | Marko Kantele         | Top 101 Order of Merit                    |
| 57  | England            | Mervyn King           | Top 101 Order of Merit                    |
| 58  | Niederlande        | Jelle Klaasen         | Top 101 Order of Merit                    |
| 59  | Finnland           | Jarkko Komula         | Top 101 Order of Merit                    |
| 60  | England            | Dave Ladley           | Top 101 Order of Merit                    |
| 61  | England            | Mark Lawrence         | Top 101 Order of Merit                    |
| 62  | England            | Adrian Lewis          | Top 101 Order of Merit                    |
| 63  | England            | Colin Lloyd           | Top 101 Order of Merit                    |
| 64  | Kanada             | Ken MacNeil           | Top 101 Order of Merit                    |
| 65  | Nordirland         | John MaGowan          | Top 101 Order of Merit                    |
| 66  | England            | Steve Maish           | Top 101 Order of Merit                    |
| 67  | England            | Peter Manley          | Top 101 Order of Merit                    |
| 68  | England            | Jimmy Mann            | Q-School 2011                             |
| 69  | Nordirland         | Mickey Mansell        | Q-School 2011                             |
| 70  | England            | Wayne Mardle          | Top 101 Order of Merit                    |
| 71  | Kanada             | Gary Mawson           | Top 101 Order of Merit                    |
| 72  | England            | Kevin McDine          | Top 101 Order of Merit                    |
| 73  | Irland             | Mick McGowan          | Top 101 Order of Merit                    |
| 74  | England            | Colin Monk            | Top 101 Order of Merit                    |
| 75  | England            | Arron Monk            | Top 101 Order of Merit                    |
| 76  | England            | Wes Newton            | Top 101 Order of Merit                    |
| 77  | Australien         | Paul Nicholson        | Top 101 Order of Merit                    |
| 78  | Irland             | Shane O’Connor        | Q-School 2011                             |
| 79  | Irland             | William O’Connor      | Top 101 Order of Merit                    |
| 80  | Irland             | Aodhagan O’Neill      | Top 101 Order of Merit                    |
| 81  | England            | Colin Osborne         | Top 101 Order of Merit                    |
| 82  | England            | Denis Ovens           | Top 101 Order of Merit                    |
| 83  | England            | Matt Padgett          | Top 101 Order of Merit                    |
| 84  | England            | Kevin Painter         | Top 101 Order of Merit                    |
| 85  | Gibraltar          | Dyson Parody          | Q-School 2011                             |
| 86  | Kanada             | John Part             | Top 101 Order of Merit                    |
| 87  | Südafrika          | Devon Petersen        | Q-School 2011                             |
| 88  | England            | Justin Pipe           | Top 101 Order of Merit                    |
| 89  | England            | Dennis Priestley      | Top 101 Order of Merit                    |
| 90  | England            | Scott Rand            | Top 101 Order of Merit                    |
| 91  | England            | James Richardson      | Q-School 2011                             |
| 92  | Finnland           | Pär Riihonen          | Top 101 Order of Merit                    |
| 93  | Spanien            | Carlos Rodríguez      | Top 101 Order of Merit                    |
| 94  | Deutschland        | Bernd Roith           | Top 101 Order of Merit                    |
| 95  | Deutschland        | Michael Rosenauer     | Q-School 2011                             |
| 96  | England            | Paul Rowley           | Q-School 2011                             |
| 97  | England            | Alex Roy              | Top 101 Order of Merit                    |
| 98  | England            | Lionel Sams           | Top 101 Order of Merit                    |
| 99  | Niederlande        | Roland Scholten       | Top 101 Order of Merit                    |
| 100 | Deutschland        | Tomas Seyler          | Top 101 Order of Merit                    |
| 101 | England            | Kirk Shepherd         | Top 101 Order of Merit                    |
| 102 | England            | Andy Smith            | Top 101 Order of Merit                    |
| 103 | England            | Dave Smith            | Top 101 Order of Merit                    |
| 104 | England            | Dennis Smith          | Top 101 Order of Merit                    |
| 105 | England            | Michael Smith         | Top 101 Order of Merit                    |
| 106 | England            | Adam Smith-Neale      | Q-School 2011                             |
| 107 | England            | Mark Stephenson       | Top 101 Order of Merit                    |
| 108 | Niederlande        | Co Stompé             | Top 101 Order of Merit                    |
| 109 | Österreich         | Mensur Suljović       | Top 101 Order of Merit                    |
| 110 | England            | Alan Tabern           | Top 101 Order of Merit                    |
| 111 | England            | Phil Taylor           | Top 101 Order of Merit                    |
| 112 | England            | Terry Temple          | Q-School 2011                             |
| 113 | England            | Chris Thompson        | Top 101 Order of Merit                    |
| 114 | Schottland         | Robert Thornton       | Top 101 Order of Merit                    |
| 115 | England            | Mick Todd             | Q-School 2011                             |
| 116 | England            | Martyn Turner         | Top 101 Order of Merit                    |
| 117 | Niederlande        | Vincent van der Voort | Top 101 Order of Merit                    |
| 118 | England            | James Wade            | Top 101 Order of Merit                    |
| 119 | England            | Mark Walsh            | Top 101 Order of Merit                    |
| 120 | Wales              | Mark Webster          | Top 101 Order of Merit                    |
| 121 | England            | Gary Welding          | Top 101 Order of Merit                    |
| 122 | Deutschland        | Andree Welge          | Top 101 Order of Merit                    |
| 123 | England            | Ian White             | Top 101 Order of Merit                    |
| 124 | Australien         | Simon Whitlock        | Top 101 Order of Merit                    |
| 125 | England            | Brian Woods           | Q-School 2011                             |
| 126 | Schottland         | Peter Wright          | Top 101 Order of Merit                    |
| 127 | England            | Tricia Wright         | PDC Women’s World Darts Championship 2010 |
| 128 | Vereinigte Staaten | Darin Young           | Top 101 Order of Merit                    |

## Statistiken

### Tour Cards nach Nationen
| Nr. | Land               | Anzahl | Differenz zum Vorjahr |
| --- | ------------------ | ------ | --------------------- |
| 1.  | England            | 82     | +82                   |
| 2.  | Niederlande        | 6      | +6                    |
| 3.  | Deutschland        | 5      | +5                    |
| 3.  | Wales              | 5      | +5                    |
| 5.  | Irland             | 4      | +4                    |
| 5.  | Schottland         | 4      | +4                    |
| 7.  | Finnland           | 3      | +3                    |
| 7.  | Kanada             | 3      | +3                    |
| 7.  | Nordirland         | 3      | +3                    |
| 7.  | Vereinigte Staaten | 3      | +3                    |
| 11. | Australien         | 2      | +2                    |
| 11. | Gibraltar          | 2      | +2                    |
| 11. | Spanien            | 2      | +2                    |
| 14. | Indien             | 1      | +1                    |
| 14. | Österreich         | 1      | +1                    |
| 14. | Schweden           | 1      | +1                    |
| 14. | Südafrika          | 1      | +1                    |
|     | 17 Nationen        | 128    | 128                   |